# كويلبي
كويلبي هي بلدة، في أستراليا، تقع في كوينزلاند، هي عاصمة Shire of Quilpie ‏، بلغ عدد سكانها 595  نسمة وذلك حسب إحصائيات سنة 2016، رمزها البريدي هو 4480.

## المناخ
يظهر الجدول التالي التغييرات المناخية على مدار السنة لكويلبي:
| البيانات المناخية لـكويلبي        | البيانات المناخية لـكويلبي | البيانات المناخية لـكويلبي | البيانات المناخية لـكويلبي | البيانات المناخية لـكويلبي | البيانات المناخية لـكويلبي | البيانات المناخية لـكويلبي | البيانات المناخية لـكويلبي | البيانات المناخية لـكويلبي | البيانات المناخية لـكويلبي | البيانات المناخية لـكويلبي | البيانات المناخية لـكويلبي | البيانات المناخية لـكويلبي | البيانات المناخية لـكويلبي |
| الشهر                             | يناير                      | فبراير                     | مارس                       | أبريل                      | مايو                       | يونيو                      | يوليو                      | أغسطس                      | سبتمبر                     | أكتوبر                     | نوفمبر                     | ديسمبر                     | المعدل السنوي              |
| --------------------------------- | -------------------------- | -------------------------- | -------------------------- | -------------------------- | -------------------------- | -------------------------- | -------------------------- | -------------------------- | -------------------------- | -------------------------- | -------------------------- | -------------------------- | -------------------------- |
| الدرجة القصوى °م (°ف)             | 47.1 (116.8)               | 45.5 (113.9)               | 42.9 (109.2)               | 38.4 (101.1)               | 34.5 (94.1)                | 32.1 (89.8)                | 29.4 (84.9)                | 37.0 (98.6)                | 40.1 (104.2)               | 43.8 (110.8)               | 44.9 (112.8)               | 46.1 (115.0)               | 47.1 (116.8)               |
| متوسط درجة الحرارة الكبرى °م (°ف) | 37.0 (98.6)                | 35.6 (96.1)                | 33.4 (92.1)                | 29.2 (84.6)                | 24.0 (75.2)                | 20.4 (68.7)                | 20.1 (68.2)                | 22.7 (72.9)                | 27.1 (80.8)                | 31.1 (88.0)                | 34.0 (93.2)                | 36.1 (97.0)                | 29.2 (84.6)                |
| متوسط درجة الحرارة الصغرى °م (°ف) | 23.8 (74.8)                | 23.3 (73.9)                | 20.5 (68.9)                | 15.7 (60.3)                | 10.9 (51.6)                | 7.4 (45.3)                 | 6.1 (43.0)                 | 7.7 (45.9)                 | 11.7 (53.1)                | 16.1 (61.0)                | 19.6 (67.3)                | 22.2 (72.0)                | 15.4 (59.7)                |
| أدنى درجة حرارة °م (°ف)           | 13.7 (56.7)                | 13.3 (55.9)                | 9.6 (49.3)                 | 3.5 (38.3)                 | 1.0 (33.8)                 | −1.2 (29.8)                | −2.3 (27.9)                | −1.0 (30.2)                | 2.1 (35.8)                 | 5.4 (41.7)                 | 8.6 (47.5)                 | 12.3 (54.1)                | −2.3 (27.9)                |
| الهطول مم (إنش)                   | 52.6 (2.07)                | 50.7 (2.00)                | 43.3 (1.70)                | 24.8 (0.98)                | 26.9 (1.06)                | 20.0 (0.79)                | 16.7 (0.66)                | 12.5 (0.49)                | 14.0 (0.55)                | 21.6 (0.85)                | 30.9 (1.22)                | 34.5 (1.36)                | 348.7 (13.73)              |
| متوسط أيام هطول الأمطار           | 4.8                        | 4.5                        | 3.9                        | 2.5                        | 2.8                        | 2.8                        | 2.7                        | 2.2                        | 2.5                        | 3.6                        | 4.1                        | 4.5                        | 40.9                       |
| المصدر:                           |                            |                            |                            |                            |                            |                            |                            |                            |                            |                            |                            |                            |                            |

## أعلام
- جوستين سوندرز
- بريان كونكويست